# 友邦金融中心 (上海)
友邦金融中心是一座位於中國上海市虹口區北外灘東長治路、公平路的商業和辦公設施，占地约22.5万平方米，其中包含约4.6万平方米的商业設施；约9.8万平方米、高180米的办公楼，由友邦人寿運營；约1.4万平方米名叫北外滩友邦大剧院的剧院。劇院共有地上三层、地下二层，拥有一座可容纳1715名观众的剧场与一个多功能厅。該劇院也是虹口首个专业剧院。

## 歷史
2023年9月28日，北外灘友邦大劇院率先開業。2024年3月，友邦金融中心的辦公樓啟用。2024年6月21日，友邦金融中心的商業設施啟用。